# Friedrich Anton Wilhelm Miquel
Friedrich Anton Wilhelm Miquel (Neuenhaus, 24 ottobre 1811 – Utrecht, 23 gennaio 1871) è stato un botanico olandese.
Ha diretto l'orto botanico di Rotterdam (1835–1846), Amsterdam (1846–1859) e Utrecht (1859–1871), nonché il Rijksherbarium di Leida (1862-1871).
Sebbene non abbia mai viaggiato, accumulò, grazie ad una fitta rete di corrispondenti, un'ampia collezione di flora dell'Australia e delle Indie Orientali olandesi. Ha descritto molte importanti famiglie della flora australiana e indonesiana, tra le quali Casuarinaceae, Myrtaceae, Piperaceae e Polygonaceae.

## Opere
- Le piante di Omero. Analisi della flora descritta nei Poemi Omerici, Rotterdam, 1835.
- Genera Cactearum, Rotterdam, 1839
- Monographia Cycadearum, Utrecht, 1842
- Systema Piperacearum, Rotterdam, 1843-1844
- Illustrationes Piperacearum, Bonn, 1847
- Cycadeae quaedam Americanae, partim novae. Amsterdam, 1851.
- Flora Indiae batavae, Amsterdam, 1855-1859
- De Palmis Archipelagi Indici observationes novae. Amsterdam, 1868.